# Robert Carle
Robert Carle (* 11. März 1892 in Böckingen; † 27. April 1952 in Weinsberg) war ein deutscher Maler, Modelleur, Bildhauer und Medailleur.

## Leben
Carle war der Sohn des gleichnamigen Böckinger Bäckermeisters Robert Carle, der Inhaber der Gaststätte Palme war. Nach dem Besuch der Volksschule machte er 1906 bis 1909 eine Lehre als Zeichner und Modelleur bei der Silberwarenfabrik Peter Bruckmann & Söhne im benachbarten Heilbronn. Er zeigte Talent und erhielt ein Stipendium für einen Studienaufenthalt an der Villa Massimo in Rom, den er aber nach Ausbruch des Ersten Weltkriegs abbrach, da er als Soldat Kriegsdienst leisten musste.
Nach Kriegsende nahm er 1919 seine Arbeit bei Bruckmann wieder auf. Er nahm an Wettbewerben teil und erhielt 1920 einen 1. Preis für den Entwurf einer Gedenk-Medaille Die schwarze Schande, die wegen der Rheinlandbesetzung erschien, sowie 1923 einen 1. Preis für Entwürfe der Heilbronner Notgeldmünzen, die bei Bruckmann geprägt wurden. Entwürfe Carles für Rentenmark-Münzen zu 5, 10 und 25 Rentenpfennigen wurden 1924 angekauft. Er schuf auch Entwürfe für Kriegerdenkmäler, die ebenfalls angekauft, aber wegen der Inflation 1914 bis 1923 nicht ausgeführt wurden.
Ab 1925 war Carle freischaffender Künstler und reiste zur Fortbildung durch Italien, die Schweiz und den Norden Frankreichs. 1930 kehrte er nach Böckingen zurück und arbeitete als Landschafts-, Städte- und Porträtmaler sowie Bildhauer, fertigte kunsthandwerkliche Gegenstände wie Leuchter und Schmuck und wandte sich auch der Grabmalkunst zu. 1930 bis 1935 nahm er jeweils an den Jahresausstellungen des Württembergischen Kunstvereins in Stuttgart und des Kunstvereins Heilbronn teil. 1935 überprüfte ihn die Reichskammer der bildenden Künste, der der Stil seiner Landschafts- und Städtebilder missfiel. Carle beschränkte sich daraufhin auf Stillleben, Porträts und kunstgewerbliche Arbeiten.
Während des Zweiten Weltkriegs wurde Carle zum Sicherheits- und Hilfsdienst einberufen. Im März 1945 wurde er wegen eines Augenleidens aus dem Dienst entlassen und kam zunächst bei seiner Schwester Elise, verh. Kühnle, unter. Er arbeitete wieder als Künstler und schuf u. a. Bilder des zerstörten Heilbronn. Am 12. November 1949 heiratete er die Weinsberger Musiklehrerin Maria Naujoks und zog nach Weinsberg, wo er 1952 starb. Er wurde auf dem Weinsberger Friedhof begraben.

## Werke im öffentlichen Besitz
Die Stadt Heilbronn erwarb vier Ölbilder Carles mit Böckinger Motiven: Am Böckinger See, Backofengäßle, Kiesgrube und Zerstörte Schuchmann’sche Brauerei (1945). Die Staatsgalerie Stuttgart besitzt das Ölgemälde Von meinem Fenster aus (1932).